# Hoste (militar)
Hoste (em inglês:  host, em castelhano:  hueste, em francês:  ost) é o termo que designava uma unidade militar em campanha na era feudal e o serviço militar que os vassalos deviam ao seu suserano na Idade Média. Desde o início da Idade Média, o serviço de hoste foi imposto a todos os homens livres ("homines liberi "), vassalos, vavassalos, até alguns dos vilões.

## Etimologia
A palavra "hoste", substantivo masculino, tem origem na palavra latina "hostis" (ennemi, "inimigo", que deu origem a "hostil"), depois, por extensão, "exército inimigo", e finalmente “exército”, termo que gradualmente o substituirá, fazendo com que caísse em desuso.